# Lalande 26630
Lalande 26630 (HD 128429) es una estrella en la constelación de Libra, la balanza.
Tiene magnitud aparente +6,20 y se encuentra a 105 años luz del sistema solar.

## Características
Lalande 26630 es una estrella blanco-amarilla de tipo espectral F6V con una temperatura efectiva de 6388 K.
Es 3,1 veces más luminosa que el Sol y tiene un radio aproximadamente un 33% más grande que el radio solar.
Gira sobre sí misma con una velocidad de rotación de al menos 16 km/s.
Posee una masa un 19% mayor que la masa solar y su edad se estima entre 2000 y 3300 millones de años, siendo su edad más probable 2800 millones de años.
Es una estrella pobre en metales, con una metalicidad —abundancia relativa de elementos más pesados que el helio—, equivalente a 2/3 partes de la del Sol ([Fe/H] = -0,19).
Además, se piensa que Lalande 26630 puede ser una estrella binaria.

## Cinemática
Lalande 26630 se mueve a una velocidad relativa respecto al Sistema Solar de casi 160 km/s, mucho mayor que la de la mayoría de las estrellas de nuestro entorno.
Su órbita galáctica, muy excéntrica (e = 0,62), le lleva a alejarse a una distancia máxima respecto al plano galáctico de 1300 pársecs —en el Sol esta distancia es de sólo 30 pársecs, unas 40 veces menor.
Es una estrella del disco grueso al igual que 72 Herculis o 171 Puppis, esta última estrella de características muy parecidas a las de Lalande 26630.